# Oesterteelt

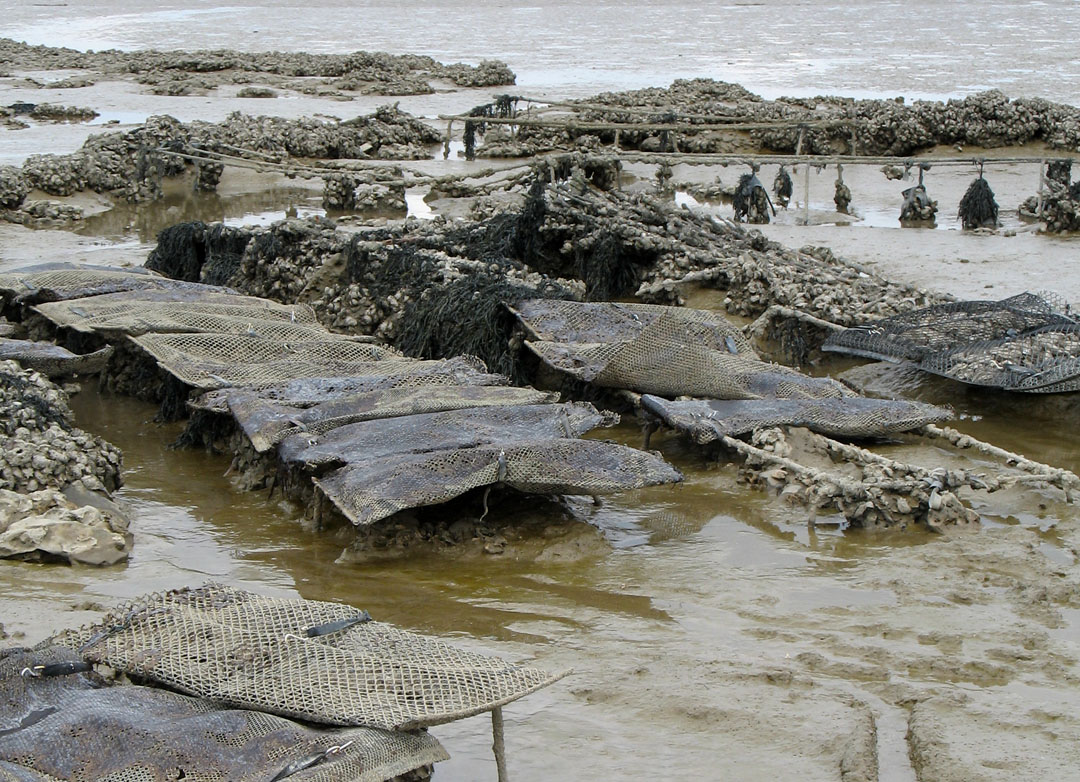
Oesterbanken op het strand van Fouras

Oesterteelt, oesterkweek of oestercultuur is het (deels) kunstmatig kweken van oesters voor consumptiedoeleinden.

## Methode
Oesters planten zich voort in de maanden juli en augustus. Er drijven dan oesterlarfjes (oesterbroed) in de wateren. Deze larfjes zakken na enkele weken naar de bodem, vanwege het toenemende gewicht van hun schelp. Dit heet broedval. De larfjes hechten zich op de bodem, waar de oesterkweker zogeheten collecteurs heeft uitgezet, bijvoorbeeld met kalk ingesmeerde dakpannen. Tegenwoordig worden vooral mosselschelpen gebruikt die een bijproduct zijn van de mosselconservenindustrie. Deze schelpen zijn reeds gekookt en daardoor poreus, zodat ze gemakkelijk afgebroken worden.
Soms worden de oesters opgevist door kotters (boomkorvisserij), in eerste instantie om ze naar andere percelen te verplaatsen. Dit gebeurt gewoonlijk tweemaal per jaar. De reden daarvan is om optimale omstandigheden te garanderen, zoals de toevoer van voedsel.
Er zijn diverse vormen van oesterkweek. In Zeeland bestaat deze uit de hierboven beschreven bodemcultuur. Er kunnen echter ook oesters gekweekt worden op bedden, net als in Frankrijk, of hangend in voedselrijk water. Met alternatieve kweekmethodes is er minder kweekgrond nodig, wordt het verlies van oesters minder en worden de broedcollectoren optimaal benut.
Alternatieve oesterkweek methoden zijn:

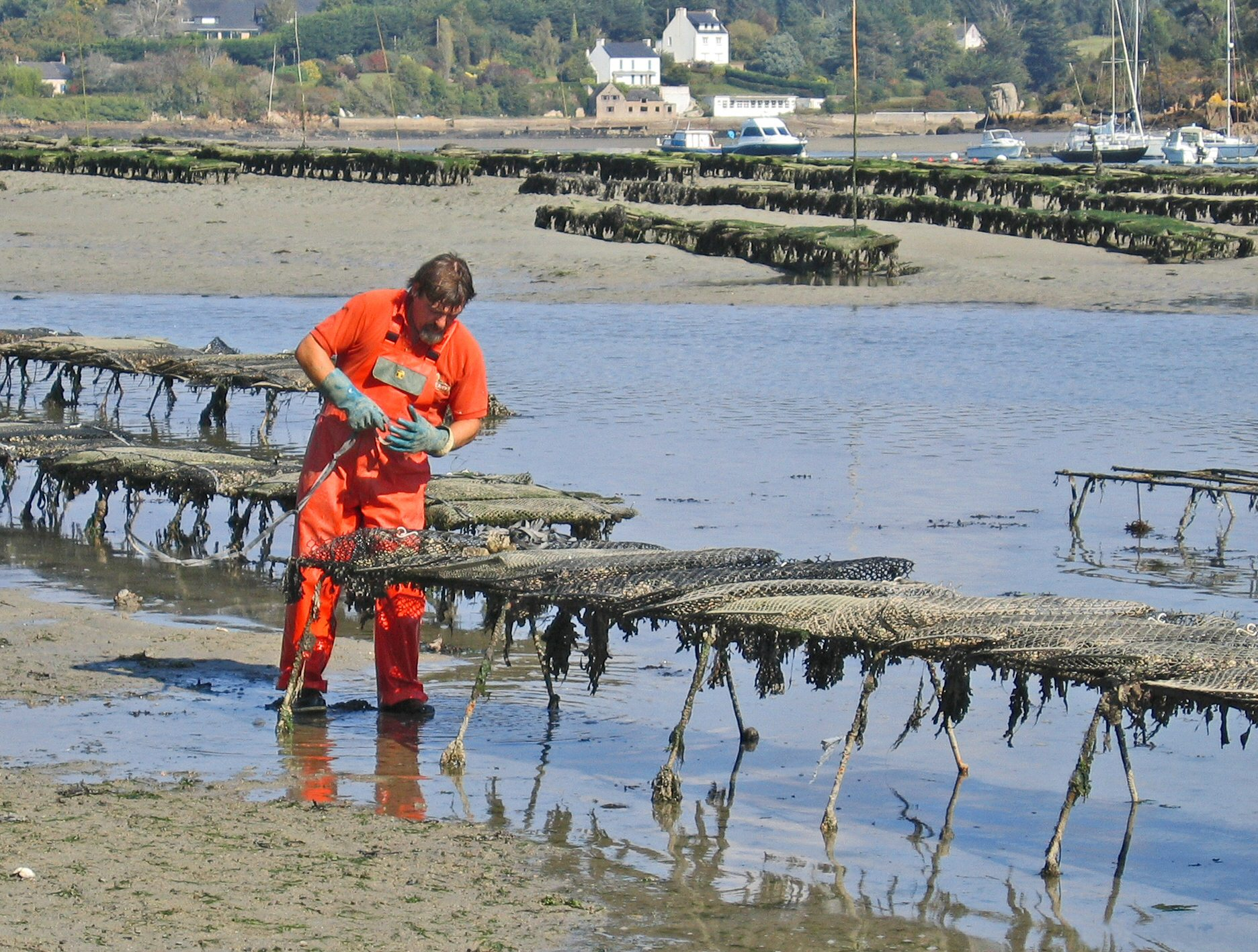
Oestercultures nabij Riec-sur-Belon

- Bij het zogenaamde Oyster grow system worden vlotten in het water gelegd. Onder elk vlot hangen de oesters of broedcollecteurs in zakken. In de winter kunnen de vlotten vollopen met water. Ze zinken naar de bodem waardoor schade door ijs wordt vermeden. De aangroei van algen, zeepokken en dergelijke kan worden voorkomen door de vlotten op vaste tijden te draaien waardoor de aangroei opdroogt.
- Bij het gebruik van longlines worden aan lange touwen sokken met mosselschelpen geplaatst, waaraan het oesterbroed zich kan hechten.[2]
- Een variant hierop is het gebruik van mandjes. Tussen houten palen worden touwen gespannen waaraan mandjes worden gehangen. In de mandjes komt het oesterbroed.
- In zakken op tafels.[2] Hierbij worden stalen constructies met een tafelvorm geplaatst waaraan zakken met oesters worden vastgemaakt. Bij eb vallen de zakken droog.

Als de oesters rijp zijn voor consumptie, dat is na circa 4 à 5 jaar, worden ze opgevist en verkocht aan handelaren. Deze bewaren de oesters in speciale betonnen oesterputten, waar ze in kratten zijn opgeslagen.  In deze putten wordt het water doorlopend ververst. Op deze wijze verliest de oester zijn zand en slib. Ook worden de oesters af en toe droog gezet, waardoor de oesters gewend raken om de schelpen goed te sluiten, waardoor ze, eenmaal uit het water gehaald, langer vers blijven.

## Geschiedenis
Vanouds werden wilde oesters verzameld via de oestervisserij. De wilde oesters zijn vastgehecht aan de ondergrond en vormen oesterbanken. De eerste vormen van oesterteelt vonden plaats in China. De Romein Gaius Sergius Orata introduceerde, ongeveer 100 v.Chr., de oesterteelt in het Romeinse Rijk. Ook importeerden de Romeinen wilde oesters, onder meer vanuit Gallië.
De Franse wilde oesterbanken dreigden elkaar omstreeks 1850 te overwoekeren, waarop de bioloog Victor Coste naar Italië trok, waar de oude Romeinse kweekmethode nog werd toegepast. Coste bedacht een systeem van collecteurs. Dit waren met kalk ingesmeerde dakpannen. Hier hechtten de oesterlarven zich aan vast.
In 1853 werd door Napoleon III de oesterkweek bij wet geregeld. Aangezien de kweek te weinig oesters opleverde zocht men naar leveranciers uit het buitenland. In Nederland bestond reeds een traditie van oestervisserij in de Zuiderzee en de oostelijke Waddenzee, maar door overbevissing was deze bedrijfstak daar omstreeks 1860 al verdwenen. In Zeeland groeiden ook wilde oesters, en daar wilden de Fransen hun methoden introduceren.

### Nederland

Vrouwen in de oesterteelt, 1898 of eerder

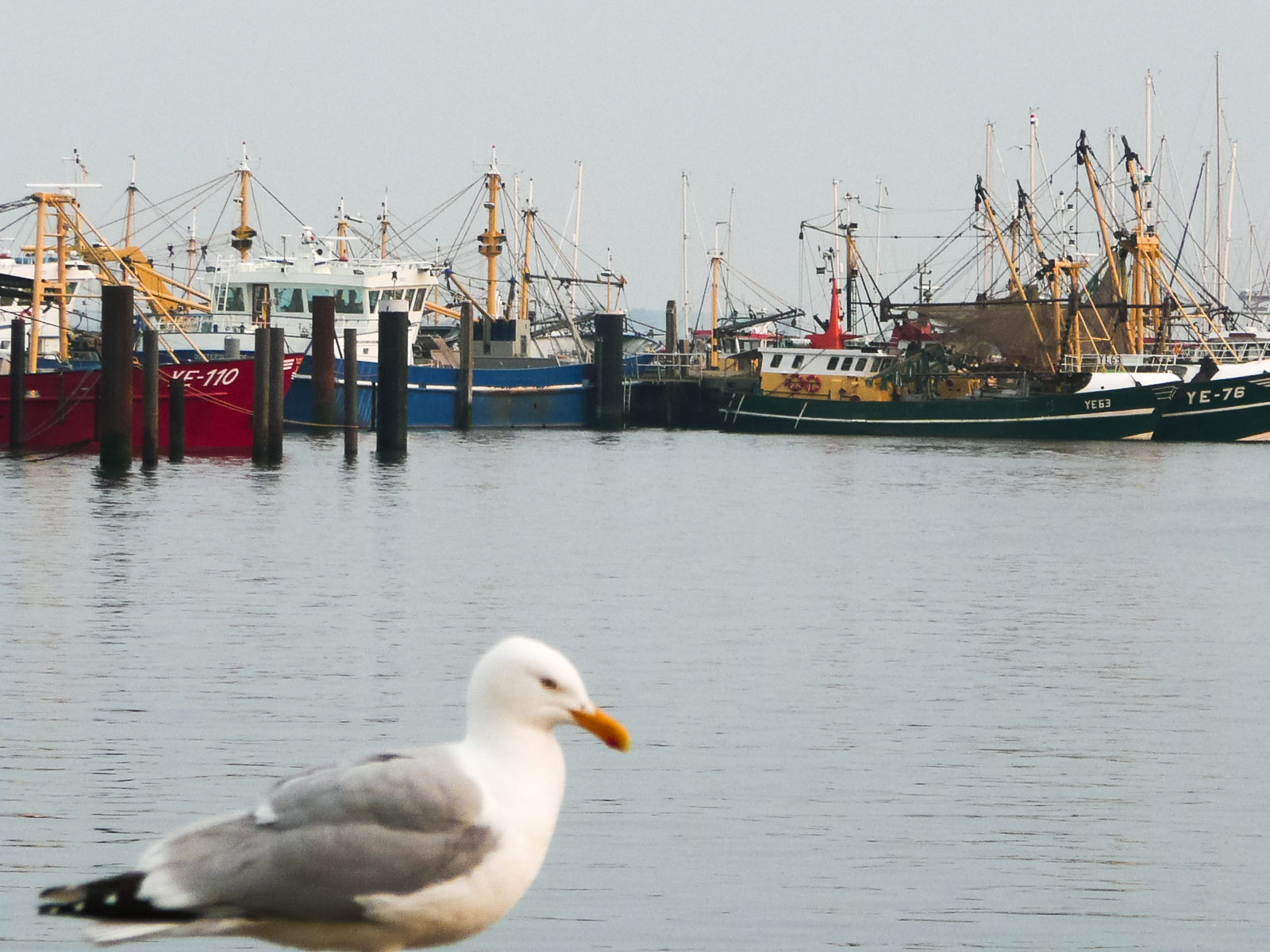
Haven van Yerseke, met kotters

Een groep investeerders wist de Nederlandse overheid ertoe te brengen om, op advies van Victor Coste, vanaf 1870 de oestergronden in de Oosterschelde te verhuren. In 1886 was er geen vrije oestergrond meer over en was de oesterteelt geheel in handen van een aantal rijke investeerders van buiten Zeeland. Niettemin betekende dit een enorme opleving voor Yerseke, het "Zeeuwse Klondike", waar de bevolking tussen 1849 en 1885 toenam van 770 tot 4.469.
Vanaf 1885 was er echter een crisis. De huurprijzen stegen, de marktprijs van oesters daalde en er waren enkele sterfgevallen te betreuren door het eten van besmette oesters, waardoor ook de vraag terugliep. Daarom werd vanaf 1906 een strenge overheidscontrole doorgevoerd en vanaf 1911 steeg de export weer.
Na 1962 kwamen er moeilijkheden. De winter van 1962-1963 was erg streng, en daardoor stierven 80% van de platte oesters. Met de afsluiting van de Oosterschelde in het vooruitzicht, verlieten 160 oestertelers hun bedrijfstak. Tien grotere bedrijven, die ook andere schelpdieren verhandelden, behielden echter hun oestergronden. Toen bleek dat de Oosterschelde niet geheel zou worden afgesloten en dus zout zou blijven, konden zij het bedrijf voortzetten.
Er werden oesters uit Frankrijk geïmporteerd om de populatie aan te vullen, maar deze brachten de oesterziekte Bonamiasis met zich mee. Opnieuw gingen vele oesters verloren. Daarom werd vanaf 1964 de Japanse oester geïmporteerd, eerst vanuit British Columbia en later vanuit Frankrijk. Deze soort, die ongevoelig is voor Bonamiasis, heeft zich in de Oosterschelde massaal voortgeplant en breidde zich spontaan ook verder uit, onder meer in de Waddenzee. Dit ten koste van de hier van nature voorkomende gewone oester. De Japanse oester is groter dan de platte oester en is ook eetbaar, zowel rauw als bereid. Vogels kunnen de Japanse oester niet eten omdat de schelp te hard is. Omdat de Japanse oester tegenwoordig een invasieve soort is die zich ook in de Waddenzee uitbreidt, worden er vanaf 2008 experimenten verricht om aldaar ook oesters te vissen. Het experiment duurt vier jaar en er kunnen maximaal 15 visser participeren. De oesterbanken in de Waddenzee zijn zonder menselijk ingrijpen ontstaan.
Tegenwoordig wordt 1.550 ha oestergrond in de Oosterschelde, en 500 ha in het Grevelingenmeer verhuurd. In het verleden werd de oesterteelt nog op andere plaatsen in Nederland bedreven, zoals voor de kust van Terneuzen.
De percelen worden verhuurd door de overheid, via het Ministerie van Landbouw, Natuur en Voedselkwaliteit (LNV). De kwekers betaalden hiervoor een huur van ongeveer 160 euro per hectare in 2010. Zij zijn ook verantwoordelijk van het onderhoud van de percelen. De oogsttijd loopt van september tot april.
De 28 bedrijven die actief zijn in de oesterteelt zijn geconcentreerd rond Yerseke. In 2009 waren er hiervan 11 alleen actief in de kweek en de overige 17 zijn daarnaast ook nog bezig met de verwerking van en de handel in oesters. Alle bedrijven zijn lid van de Nederlandse Oestervereniging en verantwoordelijk voor bijna de volledige aanvoer van oesters in Nederland.

## Wereldproductie
Het land met de grootste oesterproductie is China, waar jaarlijks 3.700 kton aan oesters wordt geproduceerd. In Frankrijk, de grootste producent in Europa, is dat 130 kton/jaar.

### Nederland
In Nederland is er geen veilplicht voor oesters en een centrale administratie van alle aangevoerde en verkochte oesters ontbreekt. Het Productschap Vis vraagt aan alle kwekers een opgave van de activiteiten gedurende het jaar en zij geven de productie van oester door aan de productschap. Jaarlijks worden ongeveer 25 miljoen oesters geproduceerd, ofwel ruim 2 kton, maar per jaar kunnen grote verschillen optreden. De oesterprijzen worden bepaald door onderhandelingen tussen de kwekers, handelaren en kopers en zijn niet openbaar. In de onderstaande figuur ontbreken daarom prijs- en omzetgegevens.
| Aanvoer (x 1000) | 2002   | 2003   | 2004   | 2005   | 2006   | 2007   | 2008   | 2009   |
| ---------------- | ------ | ------ | ------ | ------ | ------ | ------ | ------ | ------ |
| Japanse oester   | 31.882 | 28.258 | 27.406 | 25.789 | 31.654 | 31.821 | 20.364 | 19.304 |
| Platte oester    | 833    | 1.194  | 1.765  | 809    | 1.093  | 754    | 430    | 1.070  |
| Totale aanvoer   | 32.957 | 29.452 | 29.171 | 26.598 | 32.747 | 32.575 | 20.794 | 20.374 |

Een klein deel van de oesters blijft in Nederland. De meeste, circa 50% van het totaal, worden naar België geëxporteerd.

## Externe bron
- Nederlandse Oestervereniging